# Герштенфельд, Эдвард Исаакович
Эдвард (Эдуард) Исаакович Герштенфельд (1915, Лемберг — 1943, Ростов-на-Дону, СССР) — советский, ранее польский, шахматист, мастер спорта СССР (1940).

## Биография
Родился во Львове, Австро-Венгрия. В 1935 году занял 1-е место на чемпионате города Львов. С 1935 по 1939 год жил в Лодзи. В 1935 году на польском чемпионате в Варшаве занял 15-е место (1-е место занял Савелий Тартаковер). В 1936 году он играл матч с Абрамом Шапиро в Лодзи. В 1937 году, на 4-м польском чемпионате занял 9-10 место. В 1938 году был 6-м в Лодзи.
Летом 1939 года, перед началом Второй мировой войны, Эдвард Герштенфельд вернулся во Львов. В марте 1940 года на чемпионате Западной Украины он занял 4-е место во Львове (выиграл Абрам Хавин). В этом же году, на 12-м чемпионате Украины он занял 16-17 место, а чемпионат выиграл Исаак Болеславский. Также в этом году, в августе, он занял 1-е место во Львове (клуб "Спартак") и в полуфинале чемпионата СССР с Марком Стольбергом. В сентябре-октябре 1940 года играл на 12-м чемпионате СССР по шахматам в Москве и был 17-м. В январе-феврале 1941 года занял 1-е место на чемпионате города Львов. В июне 1941 года он был 3-м в полуфинале чемпионата СССР в Ростове-на-Дону. Однако закончить турниры не удалось: в самый разгар шахматных баталий грянула война. В 1943 году расстрелян в ходе массовых убийств еврейского населения города.

## Спортивные результаты
| Год  | Город   | Соревнование                  | +  | − | = | Результат | Место |
| ---- | ------- | ----------------------------- | -- | - | - | --------- | ----- |
| 1935 | Варшава | 3-й чемпионат Польши          | 2  | 7 | 7 | 5½ из 16  | 15    |
| 1937 | Юрата   | 4-й чемпионат Польши          | 10 | 7 | 4 | 12 из 21  | 9—10  |
| 1940 | Киев    | 12-й чемпионат Украинской ССР | 3  | 8 | 6 | 6 из 17   | 16—17 |
|      | Москва  | 12-й чемпионат СССР           | 4  | 9 | 6 | 7 из 19   | 17    |